# Limpieza mediante carbón activado
Las limpiezas mediante carbón activado, también conocidas como detox de carbón o desintoxicaciones de carbón, son un uso pseudocientífico de una intervención médica comprobada. Aunque sus defensores afirman que el uso de carbón activado de forma regular desintoxicará y limpiará el cuerpo, además de aumentar la energía y aclarar la piel. Tales afirmaciones violan los principios básicos de la química y la fisiología y no hay evidencia médica de ningún beneficio para la salud de las limpiezas o desintoxicaciones con carbón activado. Adicionalmente el carbón vegetal, cuando se ingiere, absorbe las vitaminas y los nutrientes, así como los medicamentos recetados presentes en el tracto gastrointestinal, lo que puede hacer que su uso sea peligroso a menos que lo indique un médico.

## Contexto

### Producción y aplicaciones industriales.

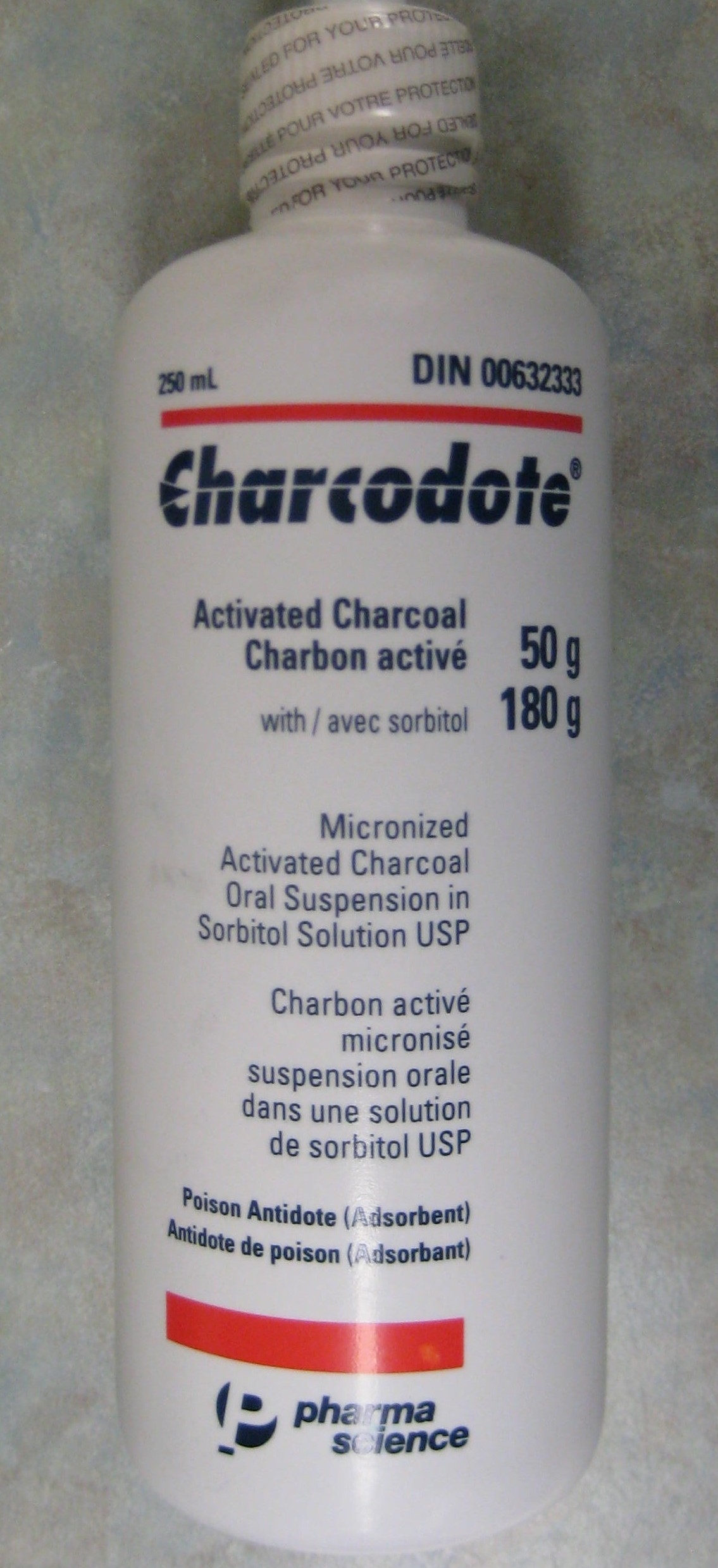
Carbón activado para uso médico.

El carbón activado, se produce comúnmente a partir de materiales con alto contenido de carbono, como la madera o la cáscara de coco. Se elabora tratando el material base con una combinación de calor y presión, o con un ácido o base fuerte seguido de carbonización para volverlo altamente poroso. Esto le da un área de superficie muy grande en relación su volumen: hasta 3000 metros cuadrados por gramo. El carbón activado está disponible en polvo, tabletas y en forma líquida. Tiene una gran cantidad de usos industriales los cuales incluyen almacenamiento de metano e hidrógeno, purificación de aire, descafeinado, purificación de oro, extracción de metales, purificación de agua, tratamiento de aguas residuales y filtros de aire en máscaras de gas y respiradores.

### Uso médico
El carbón activado se usa para desintoxicar a las personas, pero solo en emergencias médicas que amenazan la vida, como en casos de sobredosis o envenenamiento. Como no es digerible, solo funcionará con venenos o medicamentos que todavía están presentes en el estómago y los intestinos. Una vez que el cuerpo los haya metabolizado, el carbón ya no podrá adsorberlos, por lo que es necesaria una intervención temprana. El carbón vegetal no es un tratamiento efectivo para la intoxicación por alcohol, metales o venenos elementales como el litio o el arsénico, ya que solo adsorberá ciertos químicos y moléculas específicos. Por lo general, se administra mediante una sonda nasogástrica en el estómago, ya que la suspensión espesa necesaria para la máxima adsorción es muy difícil de tragar.

## Uso en terapias alternativas.

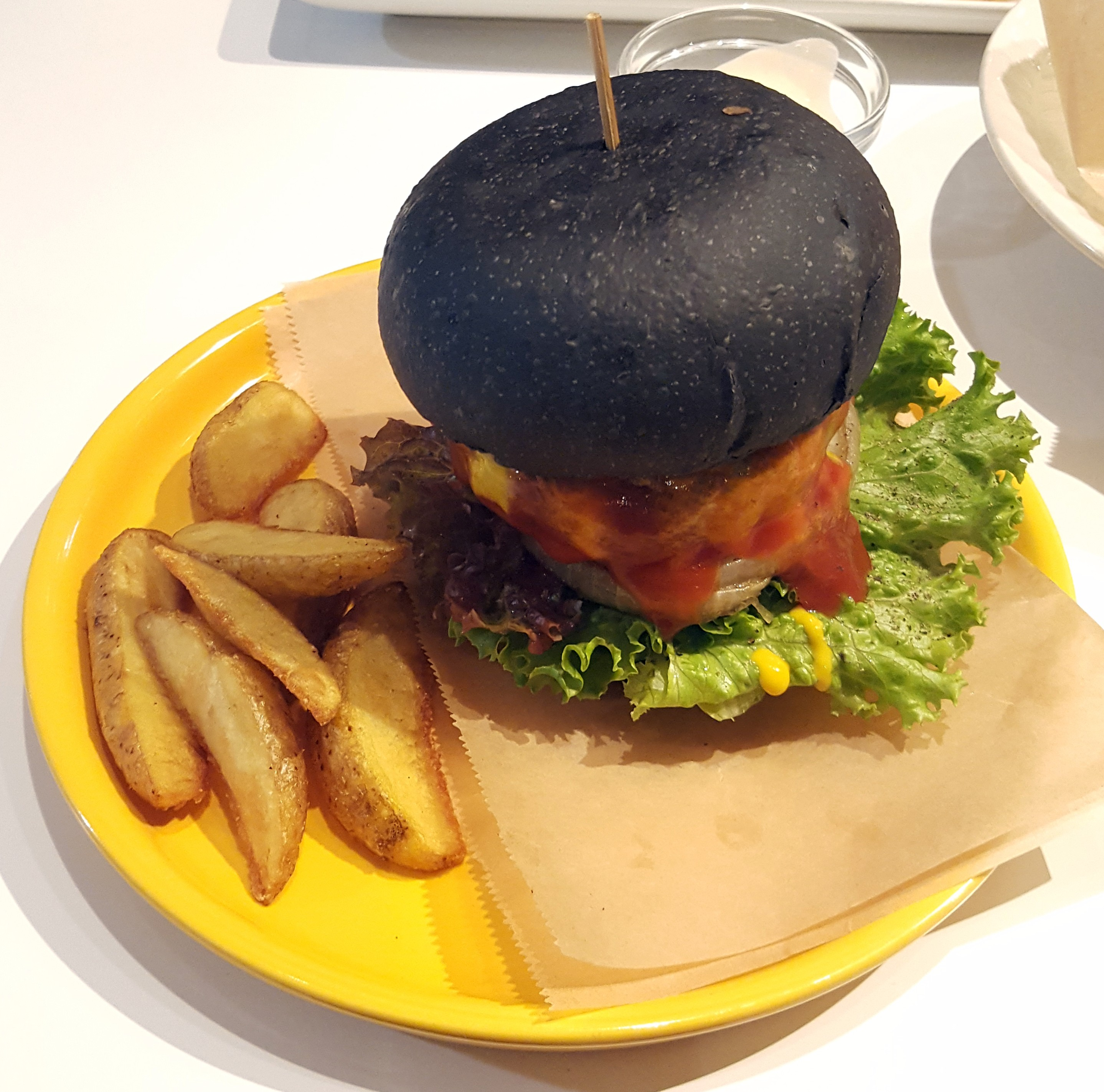
Hamburguesa vegana con un bollo de carbón

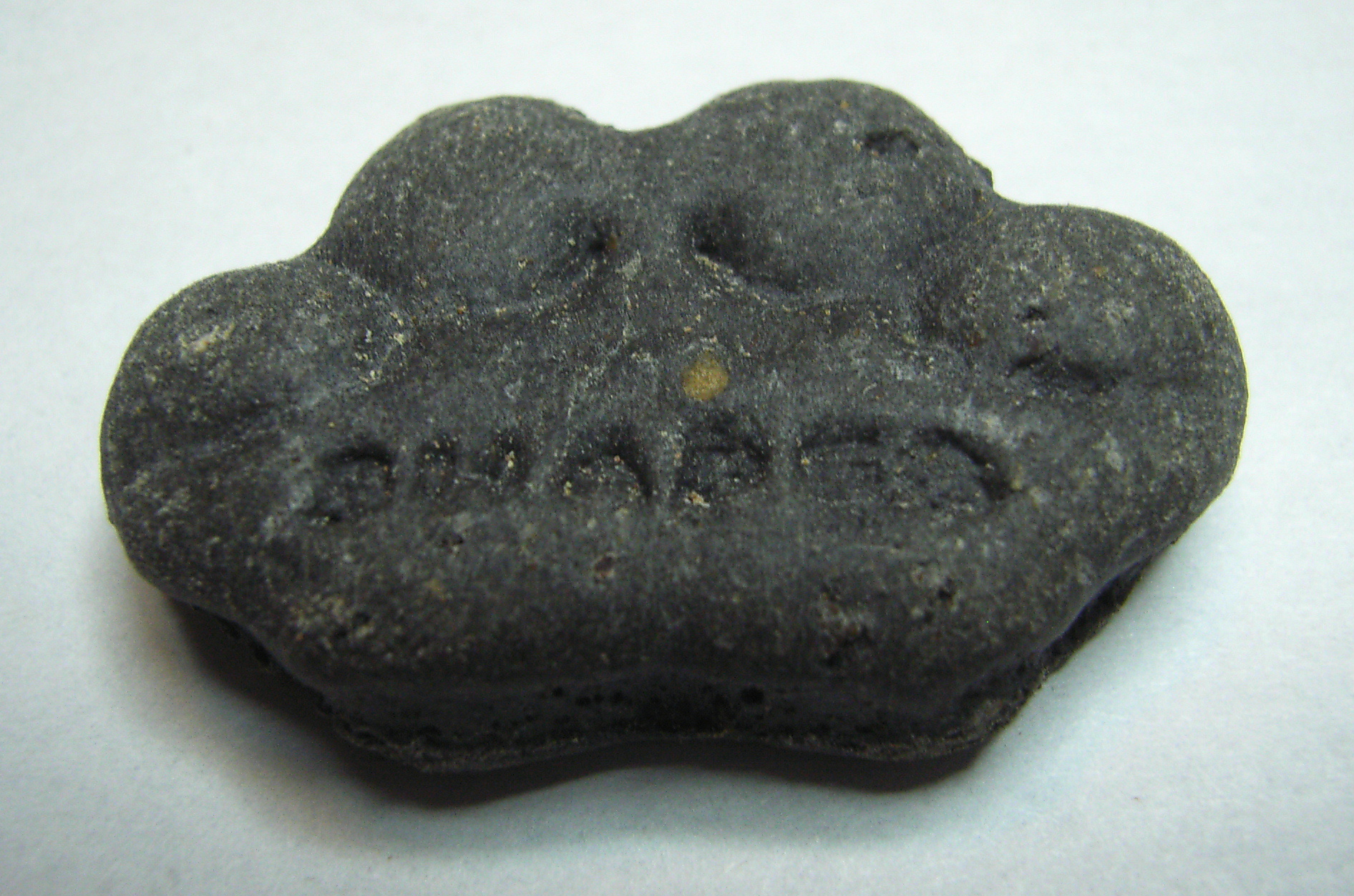
Galleta de carbón para perro

El uso de carbón activado en limpiezas o desintoxicaciones se hizo popular alrededor de 2014 después de que la empresa Goop de Gwyneth Paltrow lo trajo a la atención del público en general, cuando lo describió en su página web como "una de las mejores limpiezas de jugos" . Desde entonces, se ha convertido en un aditivo popular para muchos tipos diferentes de alimentos y bebidas, incluidos jugos, limonadas, café, pasteles, helados, hamburguesas, pizzas y alimentos para mascotas. La ciudad de Nueva York ha prohibido el uso de carbón activado en productos alimenticios a menos que la FDA apruebe su uso. El carbón activado, excluyendo los productos diseñados para intervenciones médicas de emergencia, está disponible en muchas farmacias, tiendas de bienestar y alimentos saludables en tabletas, cápsulas y en polvo.

### Supuestos beneficios
Los defensores de las desintoxicaciones con carbón activado afirman que limpia el cuerpo al ayudar a eliminar el exceso de toxinas que el cuerpo no puede eliminar por sí mismo. Otras afirmaciones incluyen que el uso de carbón activado proporciona beneficios antienvejecimiento, que aumenta la energía, embellece la piel, disminuye gases y la hinchazón y ayuda a perder peso.

### Críticas
Scott Gavura de Science Based Medicine es fuertemente crítico acerca del uso de carbón activado en la industria del bienestar. En su artículo de 2015, Activated charcoal: The latest detox fad in an obsessive food culture he said (Carbón activado: la última moda de desintoxicación en una cultura alimentaria obsesiva), dijo: "La desintoxicación falsa, del tipo que se puede encontrar en revistas y que se vende en farmacias, bares de jugos y tiendas naturistas, es medicina imaginaria. El uso del término "toxina" en este contexto no tiene ningún significado. No se nombra ninguna toxina, porque no hay evidencia de que estos tratamientos hagan absolutamente nada, pero suena lo suficientemente científico como para ser plausible".
Sophie Medlin, profesora de nutrición y dietética en el King's College de Londres sugiere evitar el uso de limpiezas de carbón activado por varias razones: 
- Se unirá a los nutrientes presentes en los alimentos presentes en el estómago y los intestinos, lo que hará que los alimentos sean menos nutritivos.[4]
- Se unirá con algunos medicamentos, por lo que es peligroso usarlo si los medicamentos se han utilizado recientemente.[4]
- El carbón vegetal solo adsorberá partículas que se encuentren presentes en el tracto gastrointestinal cuando se toma. Entonces, si se está usando para adsorber alcohol o curar una resaca de la noche anterior, no funcionará.[4]
- El carbón activado ralentizará funcionamiento del intestino y puede causar náuseas, estreñimiento y deshidratación[4][11]

Jay Rayner de The Guardian contactó a un fabricante de limonada con carbón activado para preguntarle sobre sus propiedades desintoxicantes. Le dijeron que no hacen ninguna declaración de propiedades sobre el producto. Cuando preguntó cómo el producto desintoxica el cuerpo, le dijeron que estaba confundiendo el término "detox" con el término médico "desintoxicación".
Carrie Dennett, de The Seattle Times, dijo acerca del carbón activado que "a menos que se tenga una rara afección de salud que haga que su hígado, o sus jugadores de apoyo: los riñones, sistema digestivo, pulmones y sistema linfático, no puedan funcionar como está diseñado, entonces su cuerpo no necesita ninguna ayuda. A menos que haya sufrido una sobredosis o haya sido envenenado, no hay evidencia sustancial de que el carbón activado tenga beneficios".
El carbón vegetal también se usa como una alternativa a los productos para blanquear en las pastas dentales, pero se ha encontrado que no es tan efectivo para blanquear los dientes como los productos normales como el peróxido de hidrógeno.